# Charles Javelle
Pour les articles homonymes, voir Javelle.
Charles François Javelle né le 4 octobre 1867 à Dijon, et mort le 7 août 1947 à Dijon, est un architecte français qui a bâti essentiellement à Dijon .

## Biographie
Charles Javelle est le fils de Pierre Javelle et de Marguerite Bardoux, deumeurant au n°3 de la rue Magenta à Dijon lors de sa naissance. Il occupera la fonction d'architecte départemental entre 1916 à 1941. Son œuvre majeure est l'église Saint-Paul.

## Œuvres

### Dijon
- Villa Belnet-Thury, située au no 23 cours Général-de-Gaulle, œuvre des architectes Chevrot et Leprince en 1863. Vendue en 1901 à  Charles Javelle qui la modifia largement[3].
- Maison située au no 14 de l’avenue Victor-Hugo, initialement prévue pour un "Institut œnologique et agronomique" et construite entre 1902 et 1903. Elle est aujourd'hui occupée par le campus Sciences Po[4].
- Hôtel restaurant, situé au no 49 cours du Parc en face du parc de la Colombière, en 1908 [5].
- L'église Saint-Paul, située au no 55 rue Clément-Janin, en 1911 [6].
- La faculté des lettres et sa bibliothèque, située au no 36 de la rue Chabot Charny, entre 1909 et 1914 [7].
- Agrandissement du Palais de justice avec la construction du tribunal Civil à l'emplacement de l'ancienne prison préventive[2] en 1935[8].
- L'ancien sanatorium de la Trouhaude, premières esquisses de Charles Javelle succédé en 1943 par l'architecte Roger Martin Barade, pour une réalisation entre 1934 et 1946[9].

### Fleurey-sur-Ouche
- Monument aux morts de Fleurey-sur-Ouche, en 1921[10].

## Galerie

### Dijon

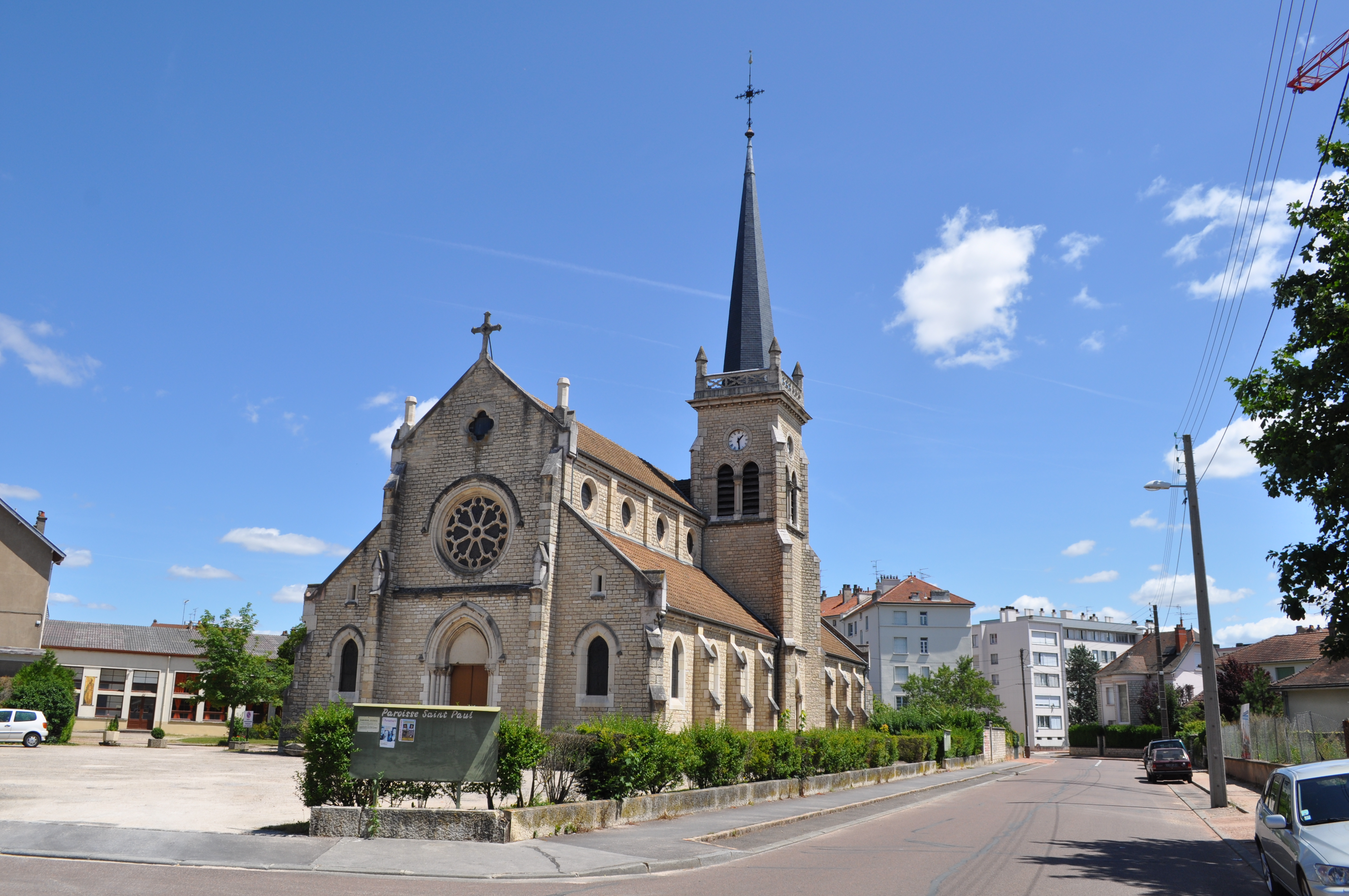
l'église Saint-Paul
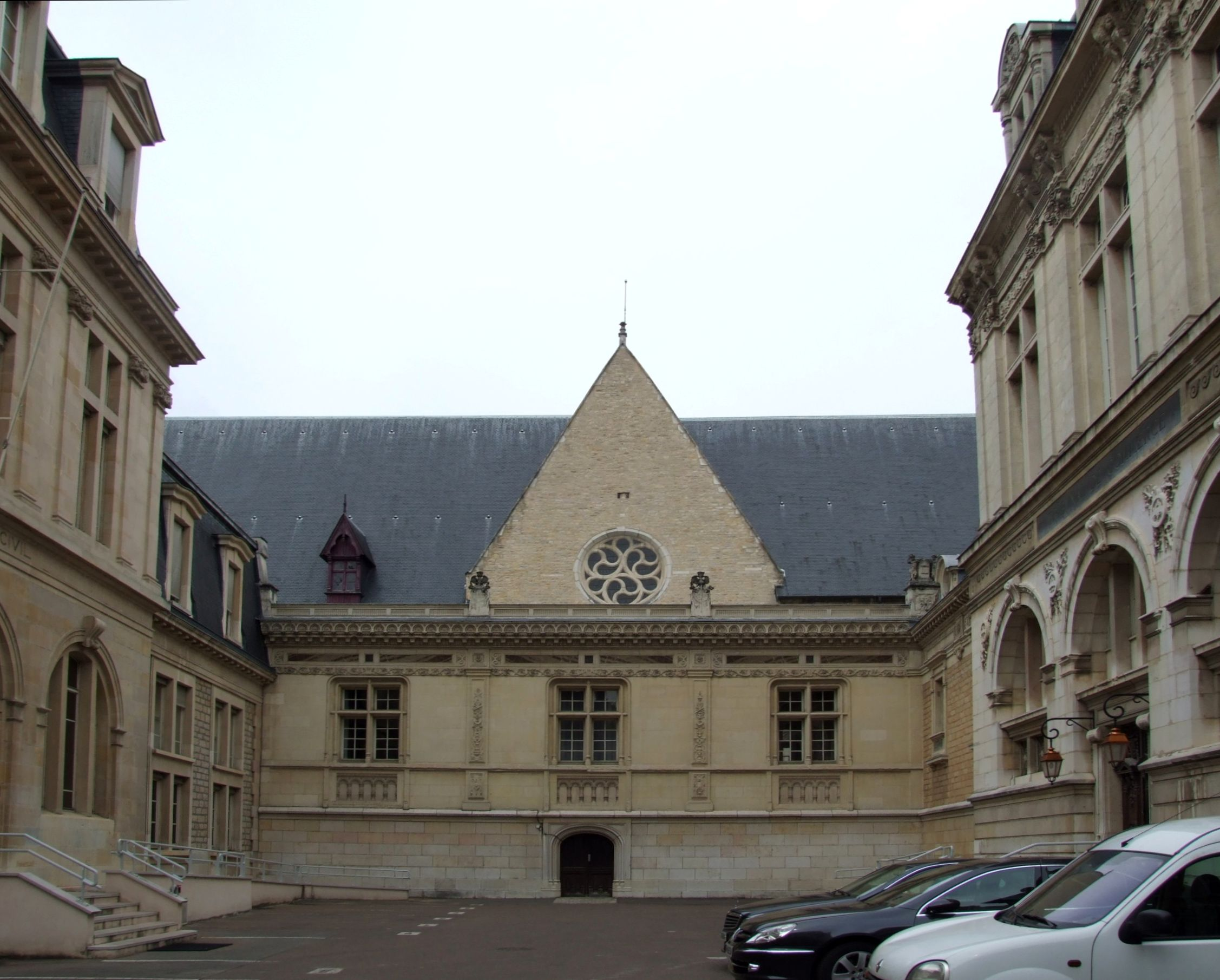
Le tribunal Civil à gauche
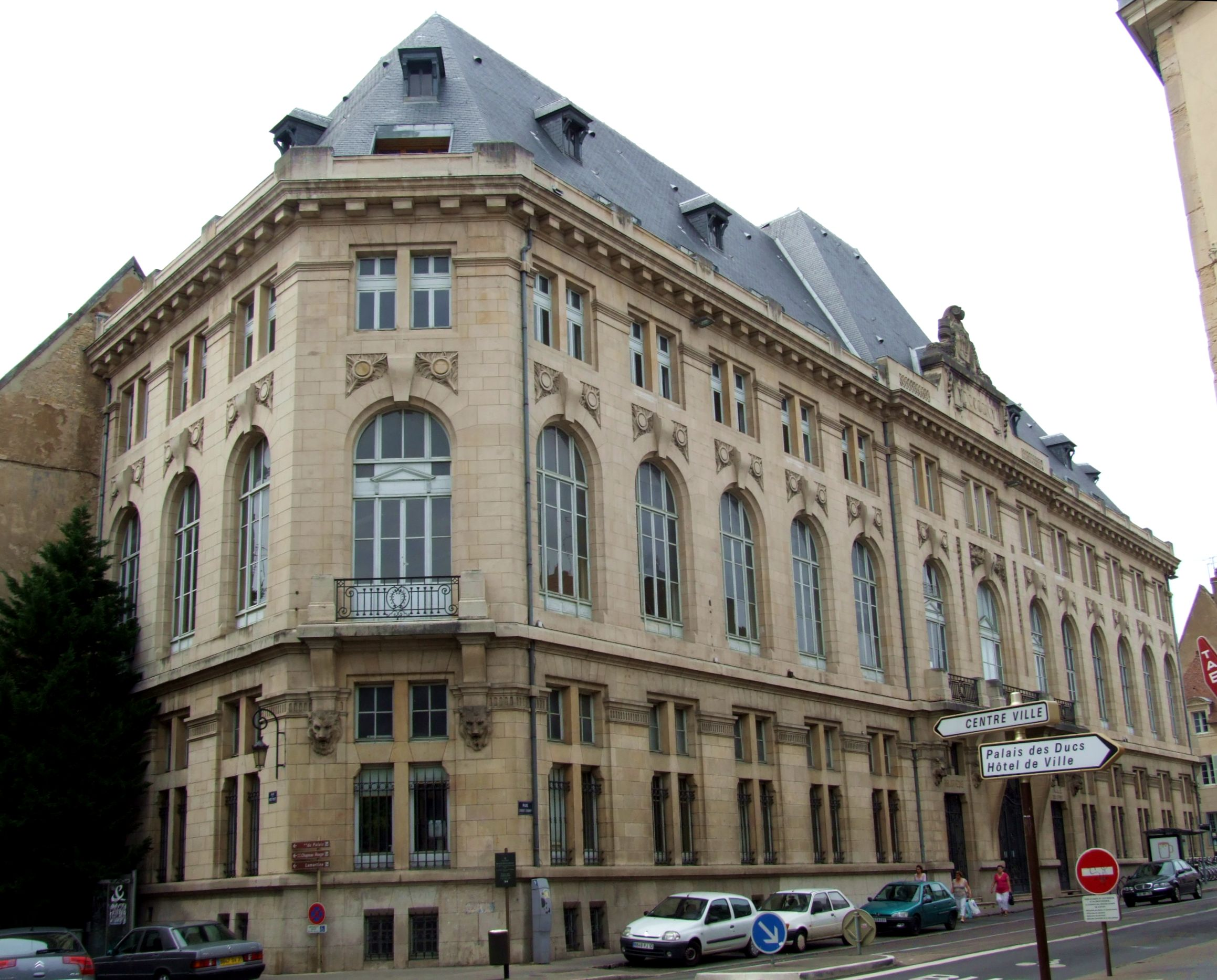
L'ancienne faculté de lettres
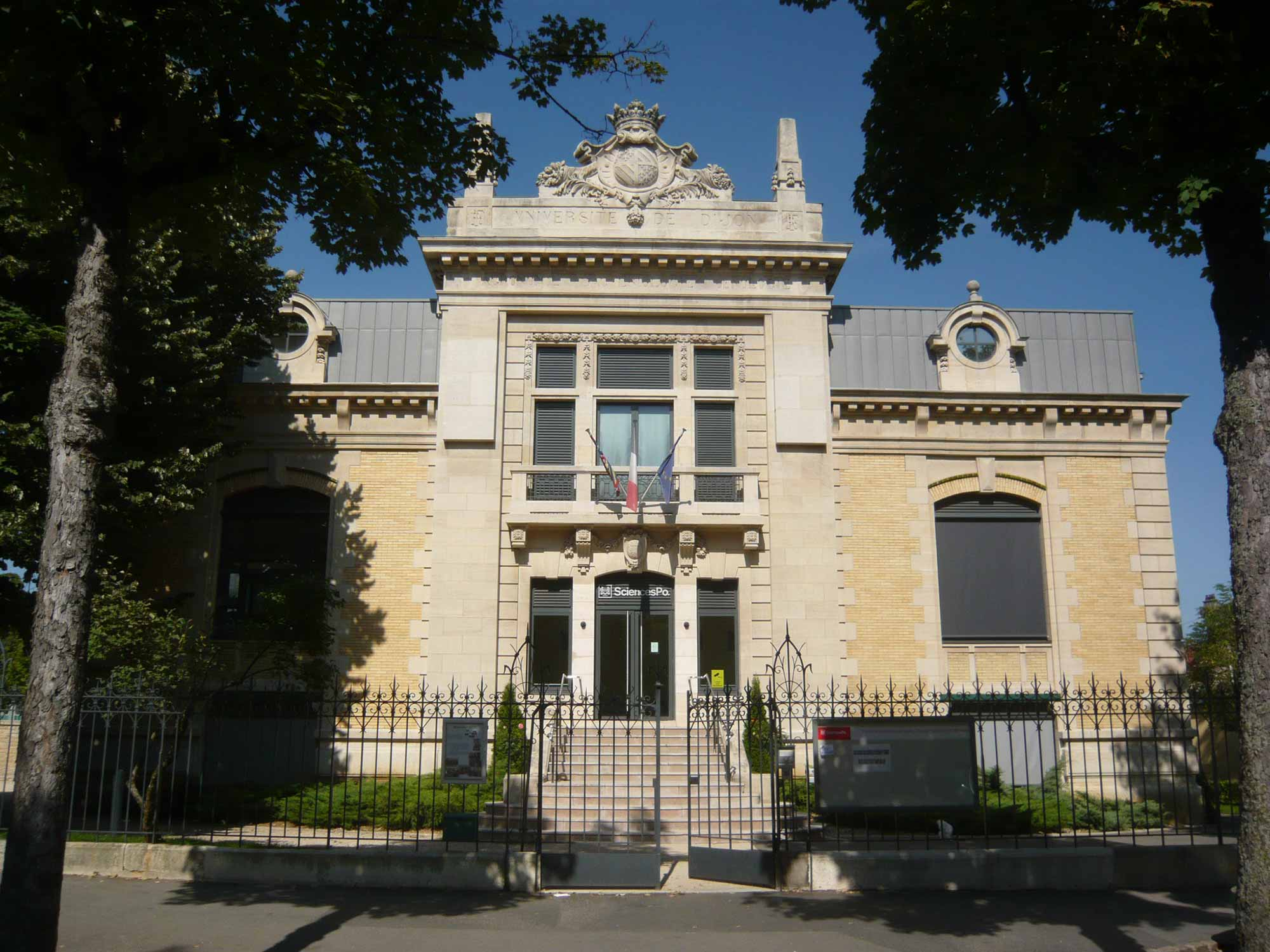
campus Sciences Po

### Fleurey-sur-Ouche

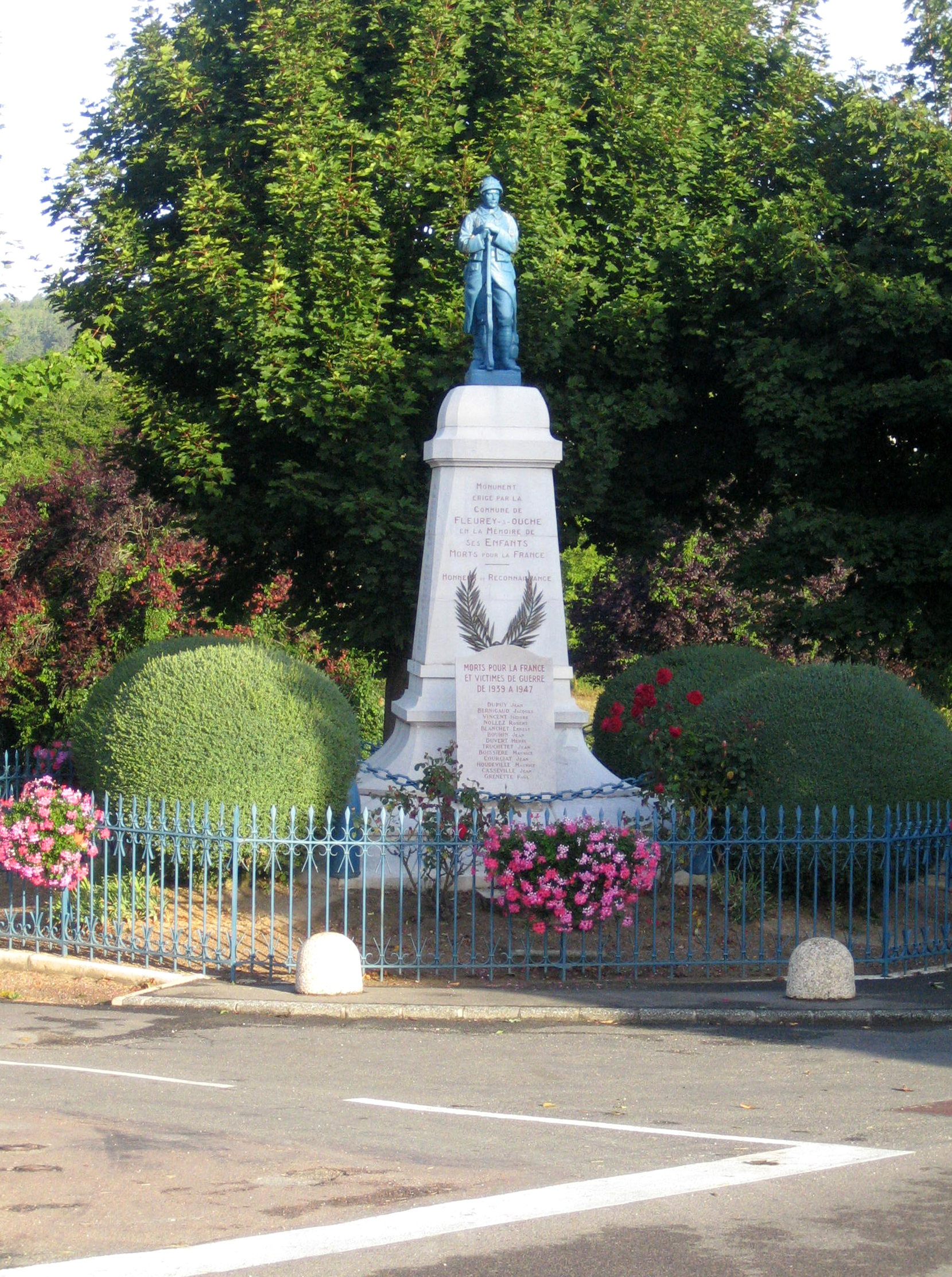
Monument aux morts